# Phlebocarya pilosissima
Phlebocarya pilosissima là một loài thực vật có hoa trong họ Huyết bì thảo. Loài này được (F.Muell.) Benth. miêu tả khoa học đầu tiên năm 1873.